# Rectoria de Bordils
La Rectoria de Bordils és una obra de Bordils (Gironès) inclosa a l'Inventari del Patrimoni Arquitectònic de Catalunya.

## Descripció
És un edifici de planta rectangular, estructurant en tres crugies paral·leles, perpendiculars a la façana del carrer. La casa es desenvolupa en planta baixa, pis i golfes. Les parets estructurals són de maçoneria, arrebossades i pintada a les façanes, deixant a la vista els carreus de les cantonades i de les obertures. La coberta és de teula àrab a dues vessants, acabada amb un ràfec format per una filera de teula i doble filera de rajols plans.
L'actual accés a l'interior es realitza per una crugia lateral, connectant directament amb l'escala de pedra d'accés al pis superior. La planta baixa és coberta amb volta de canó (crugia central) i voltes de quatre punts (sales laterals), totes de rajola enguixada. A la façana sud hi ha un porxo en planta baixa, amb pilars i senzills capitells de base quadrada, de pedra, que suporten els arcs de mig punt construïts amb rajola col·locada a plec de llibre. El sostre del porxo és fet amb cairats i rajols.

## Història
L'accés a l'interior es realitzava, originàriament, per la crugia central, però degut a unes reformes fetes després de la Guerra, aquesta ha estat tapiada, deixant a la vista els brancals i la llinda de pedra. A la llinda hi ha la inscripció següent: "RECTOR LUDOVICO GIBERT/HOC VESTIBU FACTUS FUIT DE BONIS EIUS/1680" (El rector Ludovico Gibert va fer la porta amb els seus diners).
A la llinda d'una finestra de la façana sud es pot llegir: "IVLIOLI HIS 1600/XPOPHORVS PALOL RECTO/QUI DE BONIS SVIS HORTUM/EMIT PVTEVM QUE CONSTRUXI" (el juliol de 1600 el rector Palol va comprar l'hort i va construir el pou amb els seus diners). En una llinda de la façana lateral (ponent) hi ha un any cisellat, sembla el 1681.